# Sophie Lamon
Sophie Lamon, född den 8 februari 1985 i Sion, Schweiz, är en schweizisk fäktare som ingick i det schweiziska lag som tog OS-silver i damernas lagtävling i värja i samband med de olympiska fäktningstävlingarna 2000 i Sydney.